# Plinse

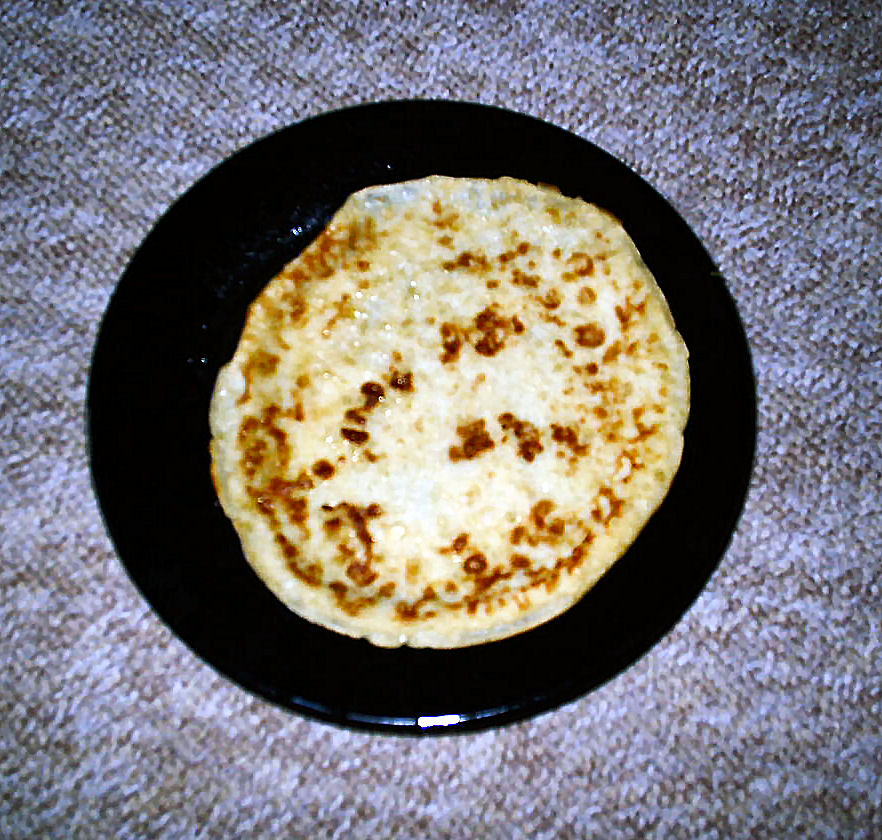
Eine Plinse

Eine Plinse bzw. ein Blinsen oder der Plinz (sorbisch plinc oder dialektal blinc) ist im Ostmitteldeutschen ein runder Eierkuchen in Pfannengröße oder kleiner, der aus einem aus Eiern, Salz, Milch und Mehl angerührten Teig beidseitig goldgelb bis braun gebacken wird. Unter der Zugabe von Quark spricht man auch von „Quarkplinsen“. Anstelle von Vollmilch wird vor allem in der Lausitz oft Buttermilch verwendet; dann erhält man die sogenannten „Buttermilchplinsen“. Anders als im Eierkuchenteig wird dem Teig oft noch Hefe oder Natron hinzugefügt. Dies ist von Region zu Region genau wie die nachfolgend geschilderte Weiterverarbeitung verschieden.
Man kann sie mit Zucker, Apfelmus, Marmelade, Konfitüre, Nougatcreme oder auch herzhaft mit Käse, Schinken, Gemüse im Stück, gitterförmig in kleine Quadrate geschnitten oder zusammengerollt, warm oder kalt essen. Es ist auch möglich, Apfelscheiben in den Teig zu drücken und mitbacken zu lassen. Die Plinsen können dann in der süßen Variante mit Zucker und Zimt serviert werden.
Die Bezeichnung stammt aus den slawischen Sprachen und wurde in Ostdeutschland aus dem Sorbischen entlehnt; siehe auch Bliny in der russischen Küche.
Im Sächsischen sowie im Sorbischen bezeichnet „Plins“ umgangssprachlich auch eine Person, die sich ungeschickt anstellt.